# War Brides (film 1916)
War Brides è un film muto del 1916 scritto, prodotto e diretto da Herbert Brenon. La sceneggiatura di Brenon si basa sull'omonimo lavoro teatrale di Marion Craig Wentworth.
Fu l'esordio cinematografico per Alla Nazimova.

## Trama
In un regno immaginario, quattro fratelli partono per la guerra, lasciando a casa la madre, la sorella e Joan, la moglie del fratello maggiore. Presto, in città si diffonde la notizia di una grande battaglia contro il nemico mentre, a casa, giunge la notizia che nessuno dei fratelli farà ormai ritorno, morti tutti e quattro in guerra. Joan è sull'orlo del suicidio, ma si ravvede pensando alla vita del bambino che aspetta. Il governo intanto proclama un editto per cui tutte le donne non sposate devono, per legge, maritarsi al fine di poter procreare quelli che, in futuro, potranno essere i soldati di un nuovo esercito. Joan, diventata un'attivista, protesta contro quella legge iniqua ma viene arrestata.

Durante una visita reale in città, la donna evade dal carcere e, insieme ad altre donne, si presenta davanti al re, dichiarando che non avrà il suo bambino se il monarca non promette pubblicamente di porre fine alla guerra. Quando il re risponde che le guerre ci saranno sempre, Joan si uccide, sparandosi. Le donne raccolgono il suo corpo, promettendo di continuare la loro lotta.

## Produzione
Il film fu prodotto dalla Herbert Brenon Film Corporation. Alcune scene in esterni furono girate nel Connecticut, a Lake Waramand.

## Distribuzione
Il copyright del film, richiesto dalla Herbert Brenon Film Corp., fu registrato il 22 novembre 1916 con il numero LP9585.
Distribuito dalla Selznick Distributing Corporation, il film uscì nelle sale cinematografiche statunitensi il 12 novembre 1916. Venne distribuito nuovamente nel 1917.
Non si conoscono copie ancora esistenti della pellicola che viene considerata presumibilmente perduta.